# Eilendorf
Eilendorf is een wijk en stadsdeel (Stadtbezirk) van de Duitse stad Aken, deelstaat Noordrijn-Westfalen. Het stadsdeel telde in 2005 15.325 inwoners.
Eilendorf was tot 1972 een zelfstandige gemeente, bestaande uit de dorpen Eilendorf en Nirm, en een aantal kleinere kernen. Op 1 januari van dat jaar ging de gemeente op in de gemeente Aken. De twee dorpen werden wijken van Aken.
Tussen 1933 en 1973 verbond tramlijn 12 de plaats rechtstreeks via het centrum van Aken met het Nederlandse Vaals.

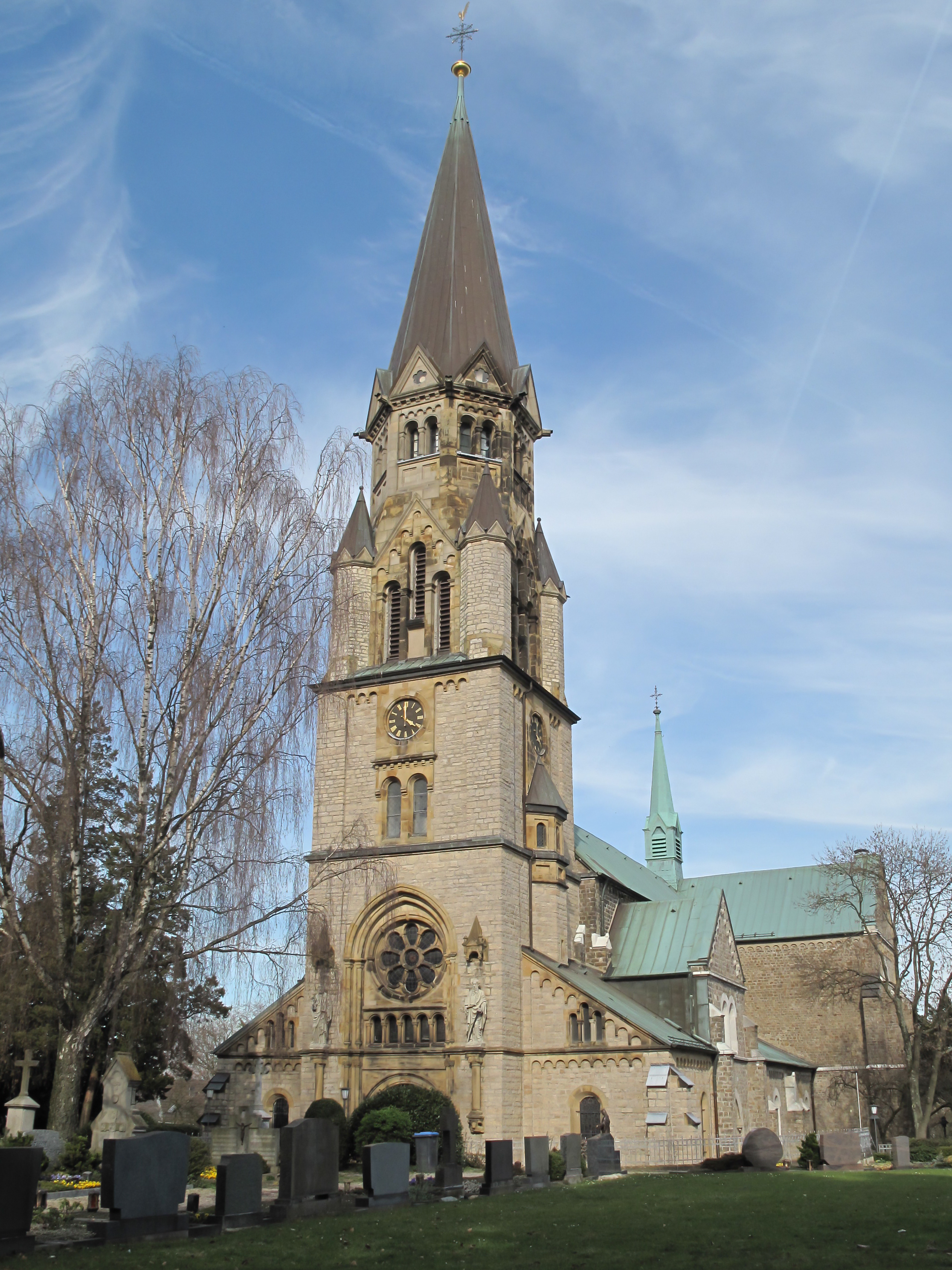
Sint-Severinuskerk